# Major golfkampioenschap (mannen)
Een major golfkampioenschap, kortweg major (Engels: Major Championship), is een van de meest prestigieuze golftoernooien bij de mannen. De vier majors zijn:
| Naam                  | Oprichting | Info |
| --------------------- | ---------- | --- |
| The Open Championship | 1860       | georganiseerd door de leden van de The Royal and Ancient Golf Club of St Andrews en altijd gespeeld op een linksgolfbaan in Groot-Brittannië             |
| US Open               | 1895       | georganiseerd door de United States Golf Association en gespeeld op verscheidene golfbanen in de Verenigde Staten                                        |
| PGA Championship      | 1916       | georganiseerd door de Professional Golfers' Association of America en gespeeld op verscheidene locaties in de Verenigde Staten                           |
| Masters Tournament    | 1934       | georganiseerd door de Augusta National Golf Club op de gelijknamige privé-golfbaan in de Amerikaanse staat Georgia. Van oorsprong een invitatietoernooi. |

## Geschiedenis
Oorspronkelijk waren er twee Britse golftoernooien, The Open Championship en The Amateur Championship, en twee Amerikaanse, het US Open en het US Amateur, de vier bekende majors. Na het oprichten van de Masters in 1934 en de toename van de bekendheid van de golfsport in de jaren 40 en 50 van de 20e eeuw werd de term "major championships" toegepast bij de Masters, het US Open, het PGA Championship (alle drie in de VS) en het Open Championship (in Groot-Brittannië).

## Winnaars majors
| Jaar | Masters Tournament        | PGA Championship         | US Open                  | The Open Championship     |
| ---- | ------------------------- | ------------------------ | ------------------------ | ------------------------- |
| 1860 | Nog niet opgericht        | Nog niet opgericht       | Nog niet opgericht       | Willie Park sr. (1/4)     |
| 1861 | Nog niet opgericht        | Nog niet opgericht       | Nog niet opgericht       | Tom Morris sr. (1/4)      |
| 1862 | Nog niet opgericht        | Nog niet opgericht       | Nog niet opgericht       | Tom Morris sr. (2/4)      |
| 1863 | Nog niet opgericht        | Nog niet opgericht       | Nog niet opgericht       | Willie Park sr. (2/4)     |
| 1864 | Nog niet opgericht        | Nog niet opgericht       | Nog niet opgericht       | Tom Morris sr. (3/4)      |
| 1865 | Nog niet opgericht        | Nog niet opgericht       | Nog niet opgericht       | Andrew Strath             |
| 1866 | Nog niet opgericht        | Nog niet opgericht       | Nog niet opgericht       | Willie Park sr. (3/4)     |
| 1867 | Nog niet opgericht        | Nog niet opgericht       | Nog niet opgericht       | Tom Morris sr. (4/4)      |
| 1868 | Nog niet opgericht        | Nog niet opgericht       | Nog niet opgericht       | Tom Morris jr. (1/4)      |
| 1869 | Nog niet opgericht        | Nog niet opgericht       | Nog niet opgericht       | Tom Morris jr. (2/4)      |
| 1870 | Nog niet opgericht        | Nog niet opgericht       | Nog niet opgericht       | Tom Morris jr. (3/4)      |
| 1871 | Nog niet opgericht        | Nog niet opgericht       | Nog niet opgericht       | Geen toernooi             |
| 1872 | Nog niet opgericht        | Nog niet opgericht       | Nog niet opgericht       | Tom Morris jr. (4/4)      |
| 1873 | Nog niet opgericht        | Nog niet opgericht       | Nog niet opgericht       | Tom Kidd                  |
| 1874 | Nog niet opgericht        | Nog niet opgericht       | Nog niet opgericht       | Mungo Park                |
| 1875 | Nog niet opgericht        | Nog niet opgericht       | Nog niet opgericht       | Willie Park sr. (4/4)     |
| 1876 | Nog niet opgericht        | Nog niet opgericht       | Nog niet opgericht       | Bob Martin (1/2)          |
| 1877 | Nog niet opgericht        | Nog niet opgericht       | Nog niet opgericht       | Jamie Anderson (1/3)      |
| 1878 | Nog niet opgericht        | Nog niet opgericht       | Nog niet opgericht       | Jamie Anderson (2/3)      |
| 1879 | Nog niet opgericht        | Nog niet opgericht       | Nog niet opgericht       | Jamie Anderson (3/3)      |
| 1880 | Nog niet opgericht        | Nog niet opgericht       | Nog niet opgericht       | Bob Ferguson (1/3)        |
| 1881 | Nog niet opgericht        | Nog niet opgericht       | Nog niet opgericht       | Bob Ferguson (2/3)        |
| 1882 | Nog niet opgericht        | Nog niet opgericht       | Nog niet opgericht       | Bob Ferguson (3/3)        |
| 1883 | Nog niet opgericht        | Nog niet opgericht       | Nog niet opgericht       | Willie Fernie             |
| 1884 | Nog niet opgericht        | Nog niet opgericht       | Nog niet opgericht       | Jack Simpson              |
| 1885 | Nog niet opgericht        | Nog niet opgericht       | Nog niet opgericht       | Bob Martin (2/2)          |
| 1886 | Nog niet opgericht        | Nog niet opgericht       | Nog niet opgericht       | David Brown               |
| 1887 | Nog niet opgericht        | Nog niet opgericht       | Nog niet opgericht       | Willie Park jr. (1/2)     |
| 1888 | Nog niet opgericht        | Nog niet opgericht       | Nog niet opgericht       | Jack Burns                |
| 1889 | Nog niet opgericht        | Nog niet opgericht       | Nog niet opgericht       | Willie Park jr. (2/2)     |
| 1890 | Nog niet opgericht        | Nog niet opgericht       | Nog niet opgericht       | John Ball jr.             |
| 1891 | Nog niet opgericht        | Nog niet opgericht       | Nog niet opgericht       | Hugh Kirkaldy             |
| 1892 | Nog niet opgericht        | Nog niet opgericht       | Nog niet opgericht       | Harold Hilton (1/2)       |
| 1893 | Nog niet opgericht        | Nog niet opgericht       | Nog niet opgericht       | Willie Auchterlonie       |
| 1894 | Nog niet opgericht        | Nog niet opgericht       | Nog niet opgericht       | John Henry Taylor (1/5)   |
| 1895 | Nog niet opgericht        | Nog niet opgericht       | Horace Rawlins           | John Henry Taylor (2/5)   |
| 1896 | Nog niet opgericht        | Nog niet opgericht       | James Foulis             | Harry Vardon (1/7)        |
| 1897 | Nog niet opgericht        | Nog niet opgericht       | Joe Lloyd                | Harold Hilton (2/2)       |
| 1898 | Nog niet opgericht        | Nog niet opgericht       | Fred Herd                | Harry Vardon (2/7)        |
| 1899 | Nog niet opgericht        | Nog niet opgericht       | Willie Smith             | Harry Vardon (3/7)        |
| 1900 | Nog niet opgericht        | Nog niet opgericht       | Harry Vardon (4/7)       | John Henry Taylor (3/5)   |
| 1901 | Nog niet opgericht        | Nog niet opgericht       | Willie Anderson (1/4)    | James Braid (1/5)         |
| 1902 | Nog niet opgericht        | Nog niet opgericht       | Laurie Auchterlonie      | Sandy Herd                |
| 1903 | Nog niet opgericht        | Nog niet opgericht       | Willie Anderson (2/4)    | Harry Vardon (5/7)        |
| 1904 | Nog niet opgericht        | Nog niet opgericht       | Willie Anderson (3/4)    | Jack White                |
| 1905 | Nog niet opgericht        | Nog niet opgericht       | Willie Anderson (4/4)    | James Braid (2/5)         |
| 1906 | Nog niet opgericht        | Nog niet opgericht       | Alex Smith (1/2)         | James Braid (3/5)         |
| 1907 | Nog niet opgericht        | Nog niet opgericht       | Alec Ross                | France Arnaud Massy       |
| 1908 | Nog niet opgericht        | Nog niet opgericht       | Fred McLeod              | James Braid (4/5)         |
| 1909 | Nog niet opgericht        | Nog niet opgericht       | George Sargent           | John Henry Taylor (4/5)   |
| 1910 | Nog niet opgericht        | Nog niet opgericht       | Alex Smith (2/2)         | James Braid (5/5)         |
| 1911 | Nog niet opgericht        | Nog niet opgericht       | John McDermott (1/2)     | Harry Vardon (6/7)        |
| 1912 | Nog niet opgericht        | Nog niet opgericht       | John McDermott (2/2)     | Ted Ray (1/2)             |
| 1913 | Nog niet opgericht        | Nog niet opgericht       | Francis Ouimet           | John Henry Taylor (5/5)   |
| 1914 | Nog niet opgericht        | Nog niet opgericht       | Walter Hagen (1/11)      | Harry Vardon (7/7)        |
| 1915 | Nog niet opgericht        | Nog niet opgericht       | Jerome Travers           | Geannuleerd vanwege WOI   |
| 1916 | Nog niet opgericht        | Jim Barnes (1/4)         | Chick Evans              | Geannuleerd vanwege WOI   |
| 1917 | Nog niet opgericht        | Geannuleerd vanwege WOI  | Geannuleerd vanwege WOI  | Geannuleerd vanwege WOI   |
| 1918 | Nog niet opgericht        | Geannuleerd vanwege WOI  | Geannuleerd vanwege WOI  | Geannuleerd vanwege WOI   |
| 1919 | Nog niet opgericht        | Jim Barnes (2/4)         | Walter Hagen (2/11)      | Geannuleerd vanwege WOI   |
| 1920 | Nog niet opgericht        | Jock Hutchison (1/2)     | Ted Ray (2/2)            | George Duncan             |
| 1921 | Nog niet opgericht        | Walter Hagen (3/11)      | Jim Barnes (3/4)         | Jock Hutchison (2/2)      |
| 1922 | Nog niet opgericht        | Gene Sarazen (2/7)       | Gene Sarazen (1/7)       | Walter Hagen (4/11)       |
| 1923 | Nog niet opgericht        | Gene Sarazen (3/7)       | Bobby Jones (1/7)        | Arthur Havers             |
| 1924 | Nog niet opgericht        | Walter Hagen (6/11)      | Cyril Walker             | Walter Hagen (5/11)       |
| 1925 | Nog niet opgericht        | Walter Hagen (7/11)      | Willie MacFarlane        | Jim Barnes (4/4)          |
| 1926 | Nog niet opgericht        | Walter Hagen (8/11)      | Bobby Jones (2/7)        | Bobby Jones (3/7)         |
| 1927 | Nog niet opgericht        | Walter Hagen (9/11)      | Tommy Armour (1/3)       | Bobby Jones (4/7)         |
| 1928 | Nog niet opgericht        | Leo Diegel (1/2)         | Johnny Farrell           | Walter Hagen (10/11)      |
| 1929 | Nog niet opgericht        | Leo Diegel (2/2)         | Bobby Jones (5/7)        | Walter Hagen (11/11)      |
| 1930 | Nog niet opgericht        | Tommy Armour (2/3)       | Bobby Jones (6/7)        | Bobby Jones (7/7)         |
| 1931 | Nog niet opgericht        | Tom Creavy               | Billy Burke              | Tommy Armour (3/3)        |
| 1932 | Nog niet opgericht        | Olin Dutra (1/2)         | Gene Sarazen (4/7)       | Gene Sarazen (5/7)        |
| 1933 | Nog niet opgericht        | Gene Sarazen (6/7)       | Johnny Goodman           | Denny Shute (1/3)         |
| 1934 | Horton Smith (1/2)        | Paul Runyan (1/2)        | Olin Dutra (2/2)         | Henry Cotton (1/3)        |
| 1935 | Gene Sarazen (7/7)        | Johnny Revolta           | Sam Parks jr.            | Alf Perry                 |
| 1936 | Horton Smith (2/2)        | Denny Shute (2/3)        | Tony Manero              | Alf Padgham               |
| 1937 | Byron Nelson (1/5)        | Denny Shute (3/3)        | Ralph Guldahl (1/3)      | Henry Cotton (2/3)        |
| 1938 | Henry Picard (1/2)        | Paul Runyan (2/2)        | Ralph Guldahl (2/3)      | Reg Whitcombe             |
| 1939 | Ralph Guldahl (3/3)       | Henry Picard (2/2)       | Byron Nelson (2/5)       | Dick Burton               |
| 1940 | Jimmy Demaret (1/3)       | Byron Nelson (3/5)       | Lawson Little            | Geannuleerd vanwege WOII  |
| 1941 | Craig Wood (1/2)          | Vic Ghezzi               | Craig Wood (2/2)         | Geannuleerd vanwege WOII  |
| 1942 | Byron Nelson (4/5)        | Sam Snead (1/7)          | Geannuleerd vanwege WOII | Geannuleerd vanwege WOII  |
| 1943 | Geannuleerd vanwege WOII  | Geannuleerd vanwege WOII | Geannuleerd vanwege WOII | Geannuleerd vanwege WOII  |
| 1944 | Geannuleerd vanwege WOII  | Bob Hamilton             | Geannuleerd vanwege WOII | Geannuleerd vanwege WOII  |
| 1945 | Geannuleerd vanwege WOII  | Byron Nelson (5/5)       | Geannuleerd vanwege WOII | Geannuleerd vanwege WOII  |
| 1946 | Herman Keiser             | Ben Hogan (1/9)          | Lloyd Mangrum            | Sam Snead (2/7)           |
| 1947 | Jimmy Demaret (2/3)       | Jim Ferrier              | Lew Worsham              | Fred Daly                 |
| 1948 | Claude Harmon             | Ben Hogan (3/9)          | Ben Hogan (2/9)          | Henry Cotton (3/3)        |
| 1949 | Sam Snead (3/7)           | Sam Snead (4/7)          | Cary Middlecoff (1/3)    | Bobby Locke (1/4)         |
| 1950 | Jimmy Demaret (3/3)       | Chandler Harper          | Ben Hogan (4/9)          | Bobby Locke (2/4)         |
| 1951 | Ben Hogan (5/9)           | Sam Snead (5/7)          | Ben Hogan (6/9)          | Max Faulkner              |
| 1952 | Sam Snead (6/7)           | Jim Turnesa              | Julius Boros (1/3)       | Bobby Locke (3/4)         |
| 1953 | Ben Hogan (7/9)           | Walter Burkemo           | Ben Hogan (8/9)          | Ben Hogan (9/9)           |
| 1954 | Sam Snead (7/7)           | Chick Harbert            | Ed Furgol                | Peter Thomson (1/5)       |
| 1955 | Cary Middlecoff (2/3)     | Doug Ford (1/2)          | Jack Fleck               | Peter Thomson (2/5)       |
| 1956 | Jack Burke jr. (1/2)      | Jack Burke jr. (2/2)     | Cary Middlecoff (3/3)    | Peter Thomson (3/5)       |
| 1957 | Doug Ford (2/2)           | Lionel Hebert            | Dick Mayer               | Bobby Locke (4/4)         |
| 1958 | Arnold Palmer (1/7)       | Dow Finsterwald          | Tommy Bolt               | Peter Thomson (4/5)       |
| 1959 | Art Wall jr.              | Bob Rosburg              | Billy Casper (1/3)       | Gary Player (1/9)         |
| 1960 | Arnold Palmer (2/7)       | Jay Hebert               | Arnold Palmer (3/7)      | Kel Nagle                 |
| 1961 | Gary Player (2/9)         | Jerry Barber             | Gene Littler             | Arnold Palmer (4/7)       |
| 1962 | Arnold Palmer (5/7)       | Gary Player (3/9)        | Jack Nicklaus (1/18)     | Arnold Palmer (6/7)       |
| 1963 | Jack Nicklaus (2/18)      | Jack Nicklaus (3/18)     | Julius Boros (2/3)       | Bob Charles               |
| 1964 | Arnold Palmer (7/7)       | Bobby Nichols            | Ken Venturi              | Tony Lema                 |
| 1965 | Jack Nicklaus (4/18)      | Dave Marr                | Gary Player (4/9)        | Peter Thomson (5/5)       |
| 1966 | Jack Nicklaus (5/18)      | Al Geiberger             | Billy Casper (2/3)       | Jack Nicklaus (6/18)      |
| 1967 | Gay Brewer                | Don January              | Jack Nicklaus (7/18)     | Roberto DeVicenzo         |
| 1968 | Bob Goalby                | Julius Boros (3/3)       | Lee Trevino (1/6)        | Gary Player (5/9)         |
| 1969 | George Archer             | Raymond Floyd (1/4)      | Orville Moody            | Tony Jacklin (1/2)        |
| 1970 | Billy Casper (3/3)        | Dave Stockton (1/2)      | Tony Jacklin (2/2)       | Jack Nicklaus (8/18)      |
| 1971 | Charles Coody             | Jack Nicklaus (9/18)     | Lee Trevino (2/6)        | Lee Trevino (3/6)         |
| 1972 | Jack Nicklaus (10/18)     | Gary Player (6/9)        | Jack Nicklaus (11/18)    | Lee Trevino (4/6)         |
| 1973 | Tommy Aaron               | Jack Nicklaus (12/18)    | Johnny Miller (1/2)      | Tom Weiskopf              |
| 1974 | Gary Player (7/9)         | Lee Trevino (5/6)        | Hale Irwin (1/3)         | Gary Player (8/9)         |
| 1975 | Jack Nicklaus (13/18)     | Jack Nicklaus (14/18)    | Lou Graham               | Tom Watson (1/8)          |
| 1976 | Raymond Floyd (2/4)       | Dave Stockton (2/2)      | Jerry Pate               | Johnny Miller (2/2)       |
| 1977 | Tom Watson (2/8)          | Lanny Wadkins            | Hubert Green (1/2)       | Tom Watson (3/8)          |
| 1978 | Gary Player (9/9)         | John Mahaffey            | Andy North (1/2)         | Jack Nicklaus (15/18)     |
| 1979 | Fuzzy Zoeller (1/2)       | David Graham (1/2)       | Hale Irwin (2/3)         | Seve Ballesteros (1/5)    |
| 1980 | Seve Ballesteros (2/5)    | Jack Nicklaus (17/18)    | Jack Nicklaus (16/18)    | Tom Watson (4/8)          |
| 1981 | Tom Watson (5/8)          | Larry Nelson (1/3)       | David Graham (2/2)       | Bill Rogers               |
| 1982 | Craig Stadler             | Raymond Floyd (3/4)      | Tom Watson (6/8)         | Tom Watson (7/8)          |
| 1983 | Seve Ballesteros (3/5)    | Hal Sutton               | Larry Nelson (2/3)       | Tom Watson (8/8)          |
| 1984 | Ben Crenshaw (1/2)        | Lee Trevino (6/6)        | Fuzzy Zoeller (2/2)      | Seve Ballesteros (4/5)    |
| 1985 | Bernhard Langer (1/2)     | Hubert Green (2/2)       | Andy North (2/2)         | Sandy Lyle (1/2)          |
| 1986 | Jack Nicklaus (18/18)     | Bob Tway                 | Raymond Floyd (4/4)      | Greg Norman (1/2)         |
| 1987 | Larry Mize                | Larry Nelson (3/3)       | Scott Simpson            | Nick Faldo (1/6)          |
| 1988 | Sandy Lyle (2/2)          | Jeff Sluman              | Curtis Strange (1/2)     | Seve Ballesteros (5/5)    |
| 1989 | Nick Faldo (2/6)          | Payne Stewart (1/3)      | Curtis Strange (2/2)     | Mark Calcavecchia         |
| 1990 | Nick Faldo (3/6)          | Wayne Grady              | Hale Irwin (3/3)         | Nick Faldo (4/6)          |
| 1991 | Ian Woosnam               | John Daly (1/2)          | Payne Stewart (2/3)      | Ian Baker-Finch           |
| 1992 | Fred Couples              | Nick Price (1/3)         | Tom Kite                 | Nick Faldo (5/6)          |
| 1993 | Bernhard Langer (2/2)     | Paul Azinger             | Lee Janzen (1/2)         | Greg Norman (2/2)         |
| 1994 | José María Olazábal (1/2) | Nick Price (3/3)         | Ernie Els (1/4)          | Nick Price (2/3)          |
| 1995 | Ben Crenshaw (2/2)        | Steve Elkington          | Corey Pavin              | John Daly (2/2)           |
| 1996 | Nick Faldo (6/6)          | Mark Brooks              | Steve Jones              | Tom Lehman                |
| 1997 | Tiger Woods (1/15)        | Davis Love III           | Ernie Els (2/4)          | Justin Leonard            |
| 1998 | Mark O'Meara (1/2)        | Vijay Singh (1/3)        | Lee Janzen (2/2)         | Mark O'Meara (2/2)        |
| 1999 | José María Olazábal (2/2) | Tiger Woods (2/15)       | Payne Stewart (3/3)      | Paul Lawrie               |
| 2000 | Vijay Singh (2/3)         | Tiger Woods (5/15)       | Tiger Woods (3/15)       | Tiger Woods (4/15)        |
| 2001 | Tiger Woods (6/15)        | David Toms               | Retief Goosen (1/2)      | David Duval               |
| 2002 | Tiger Woods (7/15)        | Rich Beem                | Tiger Woods (8/15)       | Ernie Els (3/4)           |
| 2003 | Mike Weir                 | Shaun Micheel            | Jim Furyk                | Ben Curtis                |
| 2004 | Phil Mickelson (1/6)      | Vijay Singh (3/3)        | Retief Goosen (2/2)      | Todd Hamilton             |
| 2005 | Tiger Woods (9/15)        | Phil Mickelson (2/6)     | Michael Campbell         | Tiger Woods (10/15)       |
| 2006 | Phil Mickelson (3/6)      | Tiger Woods (12/15)      | Geoff Ogilvy             | Tiger Woods (11/15)       |
| 2007 | Zach Johnson (1/2)        | Tiger Woods (13/15)      | Ángel Cabrera (1/2)      | Pádraig Harrington (1/3)  |
| 2008 | Trevor Immelman           | Pádraig Harrington (3/3) | Tiger Woods (14/15)      | Pádraig Harrington (2/3)  |
| 2009 | Ángel Cabrera (2/2)       | Yang Yong-eun            | Lucas Glover             | Stewart Cink              |
| 2010 | Phil Mickelson (4/6)      | Martin Kaymer (1/2)      | Graeme McDowell          | Louis Oosthuizen          |
| 2011 | Charl Schwartzel          | Keegan Bradley           | Rory McIlroy (1/5)       | Darren Clarke             |
| 2012 | Bubba Watson (1/2)        | Rory McIlroy (2/5)       | Webb Simpson             | Ernie Els (4/4)           |
| 2013 | Adam Scott                | Jason Dufner             | Justin Rose              | Phil Mickelson (5/6)      |
| 2014 | Bubba Watson (2/2)        | Rory McIlroy (4/5)       | Martin Kaymer (2/2)      | Rory McIlroy (3/5)        |
| 2015 | Jordan Spieth (1/3)       | Jason Day                | Jordan Spieth (2/3)      | Zach Johnson (2/2)        |
| 2016 | Danny Willett             | Jimmy Walker             | Dustin Johnson (1/2)     | Henrik Stenson            |
| 2017 | Sergio Garcia             | Justin Thomas (1/2)      | Brooks Koepka (1/5)      | Jordan Spieth (3/3)       |
| 2018 | Patrick Reed              | Brooks Koepka (3/5)      | Brooks Koepka (2/5)      | Francesco Molinari        |
| 2019 | Tiger Woods (15/15)       | Brooks Koepka (4/5)      | Gary Woodland            | Shane Lowry               |
| 2020 | Dustin Johnson (2/2)      | Collin Morikawa (1/2)    | Bryson DeChambeau (1/2)  | Geannuleerd vanwege Covid |
| 2021 | Hideki Matsuyama          | Phil Mickelson (6/6)     | Jon Rahm (1/2)           | Collin Morikawa (2/2)     |
| 2022 | Scottie Scheffler (1/4)   | Justin Thomas (2/2)      | Matt Fitzpatrick         | Cameron Smith             |
| 2023 | Jon Rahm (2/2)            | Brooks Koepka (5/5)      | Wyndham Clark            | Brian Harman              |
| 2024 | Scottie Scheffler (2/4)   | Xander Schauffele (1/2)  | Bryson DeChambeau (2/2)  | Xander Schauffele (2/2)   |
| 2025 | Rory McIlroy (5/5)        | Scottie Scheffler (3/4)  | J.J. Spaun               | Scottie Scheffler (4/4)   |
| 2026 | 09/04-12/04               | 14/05-17/05              | 18/06-21/06              | 16/07-19/07               |
| Jaar | Masters Tournament        | PGA Championship         | US Open                  | The Open Championship     |